# Sylvia Syms
Sylvia Syms, właśc. Sylvia May Laura Syms (ur. 6 stycznia 1934 w Londynie, zm. 27 stycznia 2023 tamże) – brytyjska aktorka. Trzykrotnie nominowana do Nagrody BAFTA. Przewodniczyła jury konkursu głównego na 25. MFF w Berlinie (1975).
Najbardziej znana z ról w filmach: Kobieta w szlafroku (1957) i Zimne piwo w Aleksandrii (1958) J. Lee Thompsona, Ofiara (1961) Basila Deardena oraz Nasienie tamaryndowca (1974) Blake’a Edwardsa. Zagrała również rolę Elżbiety, królowej matki w filmie Stephena Frearsa Królowa (2006).
W 1954 ukończyła Royal Academy of Dramatic Art.